# Enka (genre)
Enka is de naam van twee stijlen van Japanse muziek.
De eerste stijl bestaat uit toespraken die op muziek zijn gezet en werden gezongen door politieke activisten in de Meijiperiode (1868-1912) en de Taishoperiode (1912-1926). Op deze wijze werd ingrijpen van de regering voorkomen bij het uitspreken van politieke toespraken van de oppositie.
De tweede stijl is een genre van populaire Japanse liederen die tot bloei is gekomen na de Tweede Wereldoorlog en die in thema's en publiek te vergelijken is met Amerikaanse countrymuziek en Portugese fado. Enka verwijst tegenwoordig naar deze traditionele en melodramatische populaire muziek.

## Geschiedenis en kenmerken van moderne enka
Het woord enka (演歌) komt van en (演, 'uitvoering, amusement') en ka (歌, 'lied'). De stijl ontstond na de oorlog en was de eerste stijl die de Japanse pentatonische toonladder combineerde met westerse muziek. De liedteksten gaan meestal over liefde en verlies, eenzaamheid, lijden, volharding, zelfmoord en dood. Er is een hang naar de traditionele, geïdealiseerde of geromantiseerde Japanse cultuur en lijkt in dat opzicht op de Amerikaanse countrymuziek.
De bekendste artieste in dit genre is Hibari Misora (1937-1989), die bekendstond als "koningin van de enka".
In de laatste decennia is er, met de opkomst van J-pop, een teruggang in de populariteit van enka, mede doordat de thema's de Japanse jeugd minder aanspreken. In de afgelopen jaren heeft de enka-zanger Kiyoshi Hikawa echter aangetoond dat nog steeds velen in Japan dit genre weten te waarderen.
De meeste enka-artiesten zijn vrouwen, die gewoonlijk optreden in kimono of avondjurk. Enka-zangers dragen vaak formele kleding (smoking) of traditionele kledij.
De hang naar traditionele Japanse muziek in enka neemt vaak de vorm aan van een intermezzo met instrumenten als de shinobue (houten Japanse dwarsfluit) en/of shamisen (driesnarige Japanse luit).

## Enka-zangers en -zangeressen
- Hibari Misora
- Kiyoshi Hikawa
- Meiko Kaji (ook actrice)
- Saburo Kitajima
- Teresa Teng (Taiwanese)
- Takashi Hosokawa
- Sayuri Ishikawa
- Fuyumi Sakamoto
- Sachiko Kobayashi
- Jero

## Bron
- Yano, Christine R. Tears of Longing: Nostalgia and the Nation in Japanese Popular Song. Harvard University Asia Center: 2003.